# Ceanothus veitchianus
Ceanothus veitchianus là một loài thực vật có hoa trong họ Táo. Loài này được Hook. mô tả khoa học đầu tiên năm 1859.